# Mona Guerrant
Mona Guerrant auch Mona Schallau (* 28. November 1948 in Marengo, Iowa als Ramona Anne Schallau) ist eine ehemalige US-amerikanische Tennisspielerin.

## Karriere
Sie studierte am Rollins College. 1970 nahm sie an der Universiade in Turin teil. Dann spielte sie professionell Tennis und erreichte 1976 die Nummer 11 der Weltrangliste. 1976 wurde sie in die Iowa Tennis Hall of Fame und 1996 in die Des Moines Sunday Register’s Iowa Sports Hall of Fame aufgenommen.
Ihren größten Erfolg hatte Guerrant im Dezember 1977 bei den Australian Open im Doppel. Wie alle Finalistinnen wurde sie zur Siegerin erklärt, da dieses Finale wegen Regens nicht ausgetragen werden konnte.
Sie heiratete Terry Guerrant und nahm den Namen Guerrant an. Sie haben ein Sohn.

## Turniersiege

### Doppel
| Nr. | Datum         | Turnier         | Kategorie  | Belag | Partnerin  | Finalgegnerinnen            | Ergebnis                       |
| --- | ------------- | --------------- | ---------- | ----- | ---------- | --------------------------- | ------------------------------ |
| 1.  | Dezember 1977 | Australian Open | Grand Slam | Rasen | Kerry Reid | Evonne Cawley Helen Gourlay | wegen Regens nicht ausgetragen |